# Liste des mascottes de la National Football League
Ce qui suit est une liste des mascottes de la National Football League de chaque équipe :

## Franchises sans mascottes
Les équipes suivantes n'ont pas de mascotte :
- Packers de Green Bay
- Chargers de Los Angeles
- Giants de New York
- Jets de New York

## Les mascottes de la NFL
La liste suivante reprend l'ensemble des mascottes de la NFL par équipe.

### Cardinals de l'Arizona

#### Big Red

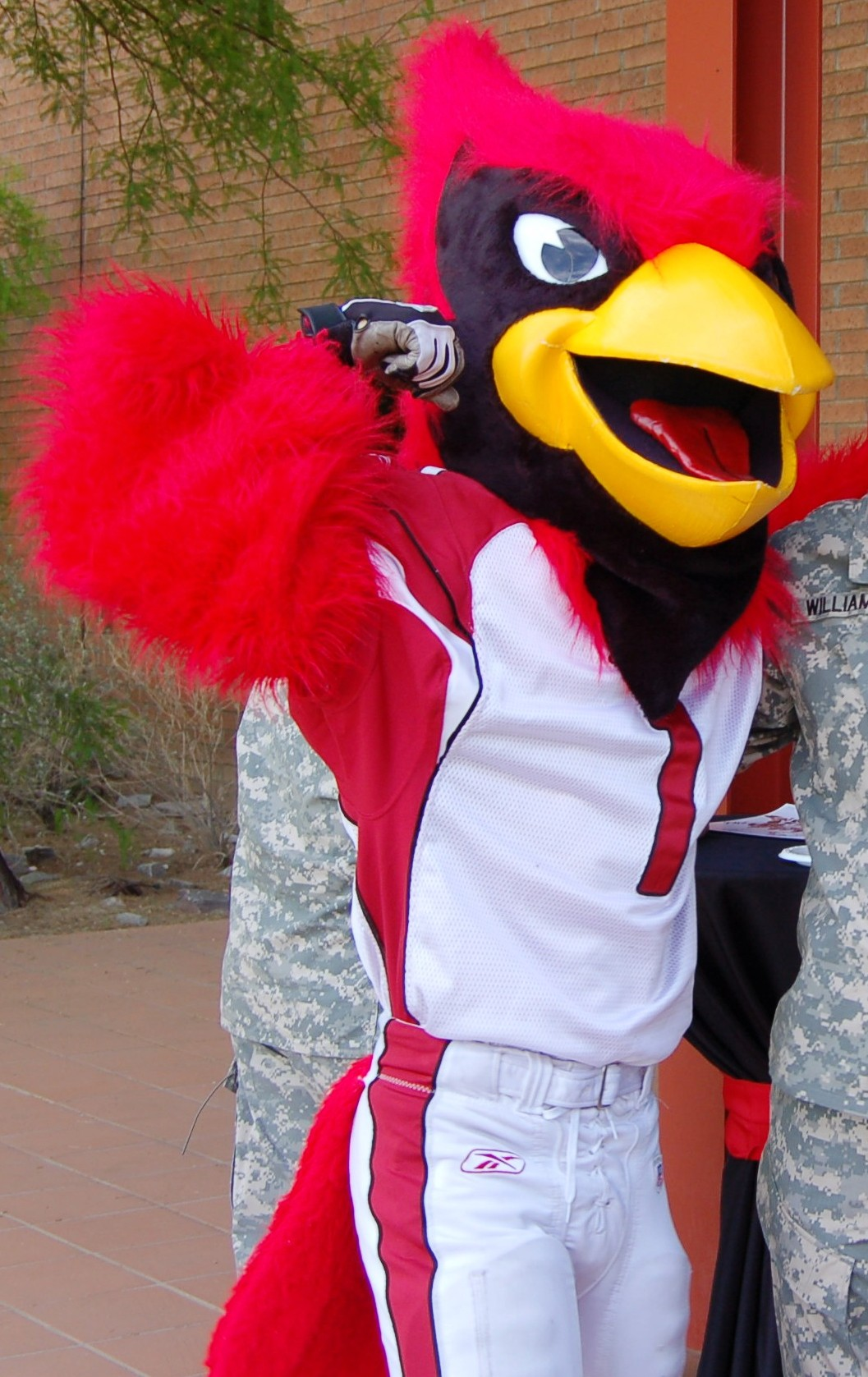
Big Red en avril 2009

Big Red a, selon sa biographie officielle, « éclos » le 4 octobre 1998.
Il est l'une des mascottes les plus reconnaissables en raison de son apparence. Il est à chaque match à domicile, et est devenu leur mascotte le 4 octobre 1998.

### Falcons d'Atlanta

#### Freddie Falcon
Freddie Falcon est la première mascotte de Géorgie et diverti les amateurs depuis plus de 35 ans.

### Ravens de Baltimore

#### Poe
Poe, la mascotte des Ravens, doit son nom au célèbre écrivain Edgar Allan Poe résidant de Baltimore.

### Bills de Buffalo

#### Billy Buffalo
William « Billy » the Buffalo (a fait ses débuts en 2000) est la mascotte officielle de la Bills. Il s'agit d'un bison bleu de 2,4 mètres de haut et est devenu la mascotte de l'équipe à temps plein en 2000. Il porte en guise de numéro les initiales « BB ».

### Panthers de la Caroline

#### Sir Purr

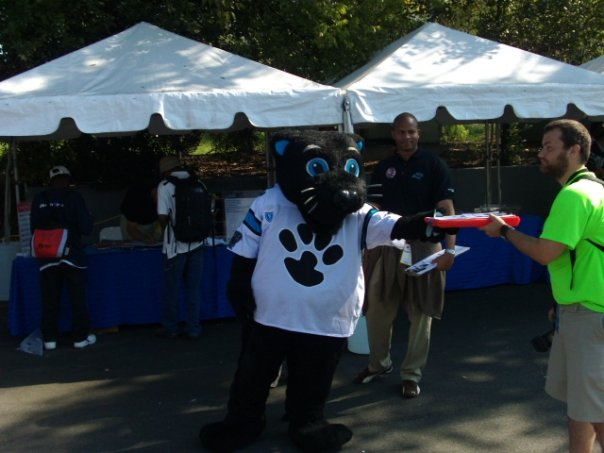
Sir Purr avant un match en 2008

Sir Purr représente une panthère noire portant le maillot des Panthers avec le no 00.
Sir Purr est parfois rejoint par Mini Meow une version plus jeune de Sir Purr.

### Bears de Chicago

#### Staley Da Bear

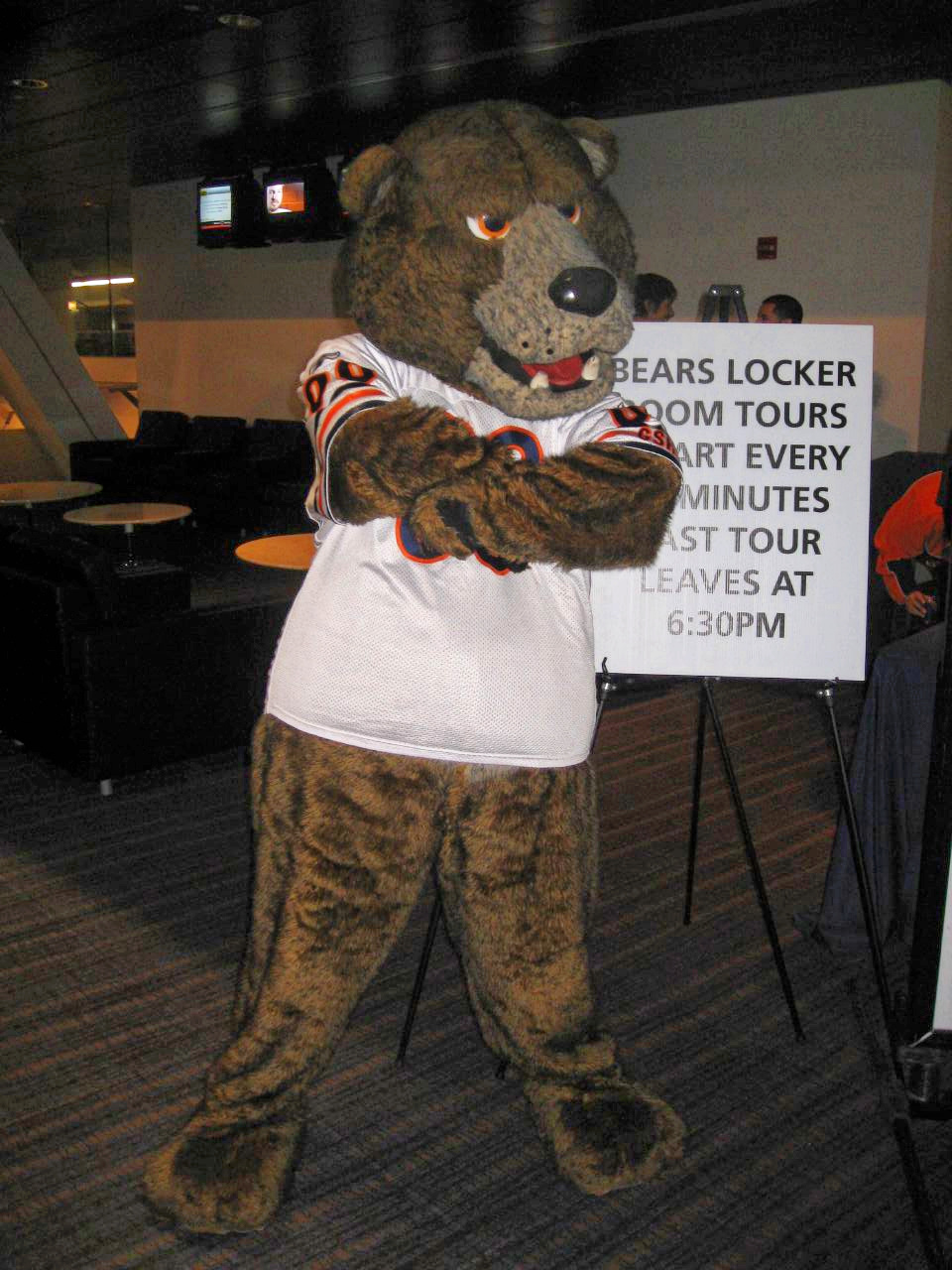

Staley représente un ours avec le maillot de l'équipe personnalisée. Nom de Staley vient d'A.E. Staley, qui est à l'origine de la création la franchise en 1919. La mascotte a fait ses débuts au cours de la saison 2003 pour divertir la foule du Soldier Field. Il a depuis participé à de nombreuses activités caritatives, les matchs du Rush de Chicago, et d'autres évènements liés aux Bears. Staley a également fait de nombreuses apparitions à la télévision, en particulier pendant le Super Bowl de 2006.

### Bengals de Cincinnati

#### Who Dey
La mascotte représente un tigre du Bengale.

### Browns de Cleveland

#### Chomps
Représente un chien, basé sur la section « Dawg Pound » du Cleveland Browns Stadium.
Le « Dawg Pound » est le nom de la section de gradins derrière la zone d'extrémité du Cleveland Browns Stadium, le domicile des Browns de Cleveland. Cette zone est connue pour sa base de fans très zélés.

### Cowboys de Dallas

#### Rowdy
Rowdy est la mascotte de l'équipe depuis 1996. Son mandat se chevauchaient avec celui de Crazy Ray, qui était la mascotte officieuse des Cowboys de 1962 jusqu'à sa mort en 2007.

### Broncos de Denver

#### Miles
Miles est la mascotte des Broncos de Denver. Il a été créé le 31 janvier 1999, soit le même jour où les Broncos sont devenus les champions du Super Bowl pour la deuxième fois au Pro Player Stadium à Miami, en Floride. Cependant, il faudra attendre 2 ans plus tard pour qu'il soit la mascotte officielle. Actuellement Miles réside au Sports Authority Field, à Denver, au Colorado. Il est présent à chaque match des Broncos, mais, contrairement à certaines mascottes de le NFL, il consacre aussi du temps pour les promotions. Un de ses plus grands rôles est la promotion du Broncos' reading program, « Read like a Pro ».

### Lions de Détroit

#### Roary
Roary représente un lion.

### Texans de Houston

#### Toro
Selon sa biographie officielle, il est « né » le 21 avril 2001, ce qui lui donne Taureau comme signe zodiacal.

### Colts d'Indianapolis

#### Blue

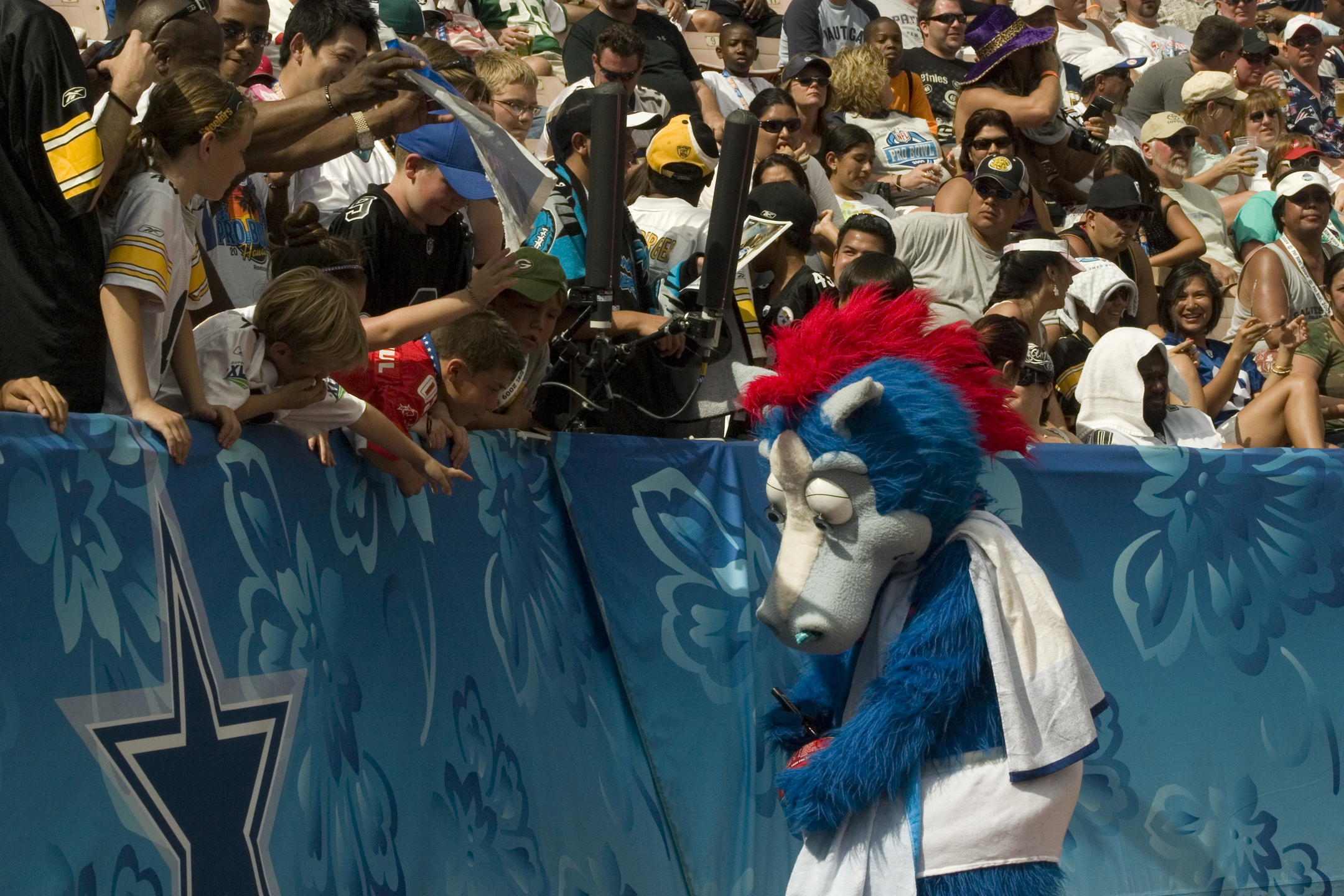
Blue au Pro Bowl 2009.

Blue représente un cheval bleu portant un maillot blanc avec le logo des Colts sur le devant. Sa première apparition date du 17 septembre 2006 lors du match à domicile des Colts contre les Texans de Houston au RCA Dome, dans lequel ils ont gagné 43-24. Pour Indianapolis, la victoire sur les Texans ce jour-là s'est avéré un signe de bon augure, à la fois pour Blue et pour l'équipe. Cette saison, les Colts iront gagner le Super Bowl XLI, en battant les Bears de Chicago et de gagner leur premier Super Bowl depuis leur arrivée à Indianapolis (deuxième titre du Super Bowl au total). Depuis qu'il a rejoint les Colts, Blue s'est révélé être un porte-bonheur précieux pour l'équipe tout en divertissant les fans Colts.

### Jaguars de Jacksonville

#### Jaxson de Ville
Son nom est orthographié « Jaxson » car Jacksonville est souvent abrégée en « Jax ». La mascotte représente un jaguar jaune avec des taches sarcelles. Il porte des lunettes de soleil, un maillot des Jaguars, un short long, et des espadrilles noires et bleu sarcelle. Le dos de son maillot est frappé du nom « Jaxson » avec son numéro 00. Le devant a une empreinte de patte.

### Chiefs de Kansas City

#### K. C. Wolf

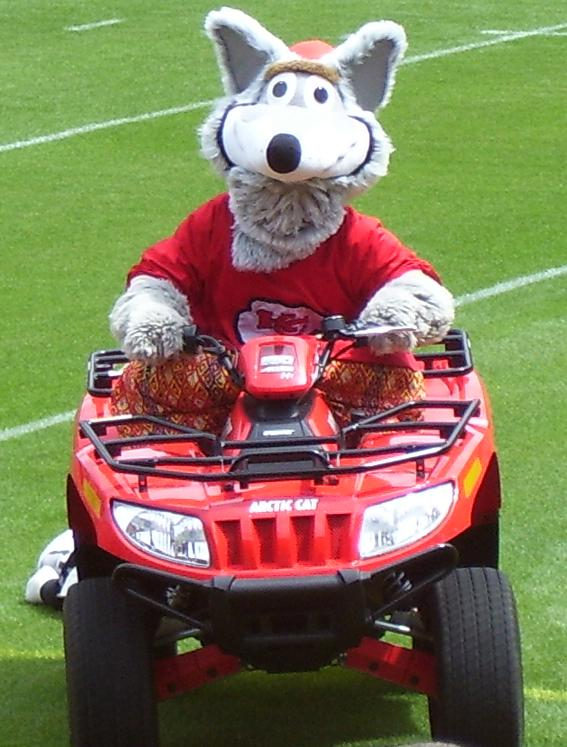
K. C. Wolf au Arrowhead Stadium.

KC Wolf a d'abord été introduit en 1989 comme successeur de Warpaint, un cheval monté par un homme en coiffe de chef indien, et une tentative ratée à une mascotte caricaturale amérindiens du milieu des années 1980. KC Wolf a été baptisé d'après le « Wolfpack », un groupe de fans enragés qui a pour habitude de s'asseoir dans des gradins temporaires au Municipal Stadium.
En plus des fonctions inhérentes au mascotte de football américain, KC Wolf apparait également aux matchs de baseball de ligue majeur et mineur, participe à des activités communautaires, des conventions, des inaugurations, des défilés, et de nombreux autres évènements. En 2006, il devient la première mascotte NFL intronisé au Temple de la renommée des mascottes.

### Saints de La Nouvelle-Orléans

#### Gumbo the dog
Gumbo représente un Saint-Bernard et porte le numéro 00. Il était le cadeau de l'Association des Restaurants de Louisiane pour les Saints. Gumbo était un véritable Saint-Bernard qui erraient dans les coulisses
Même si Gumbo entra dans une brève retraite, il a été ramené à la demande populaire.
Pendant des années, Gumbo était en fait un véritable Saint-Bernard chien qui erraient dans les coulisses dans les vestiaires des Saints. La raison du choix de cette race de chien est le fait que la paroisse d'Orléans (où la ville de La Nouvelle-Orléans se trouve) partage une frontière avec la paroisse de Saint-Bernard, à l'est.

### Raiders de Las Vegas

#### Raider Rusher
Depuis 2013.

### Rams de Los Angeles

#### Rampage
Rampage est présenté en juillet 2010, c'est un bélier anthropomorphe portant l'uniforme des Rams. Il porte le numéro 1.

### Dolphins de Miami

#### T. D.
T.D. (pour Touchdown). Le site officiel des Dolphins déclare que T.D. a été signé le 18 avril 1997 par l'ancien entraîneur-chef Jimmy Johnson en tant qu'agent libre.

### Vikings du Minnesota

#### Ragnar

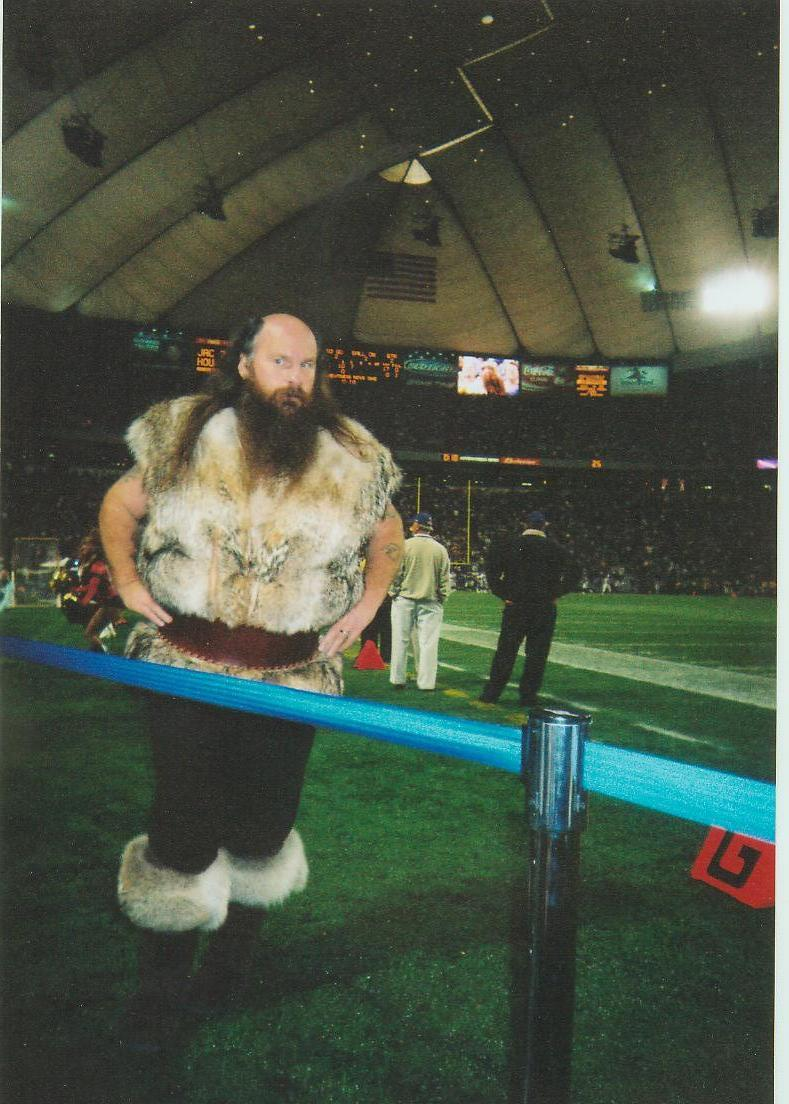

Actuellement, Ragnar est la seule mascotte « humaine » dans le sport professionnel nord-américain (ce n'est pas une personne en costume d'animal de caricature humaine). Ragnar est habillé comme un Viking.

### Patriots de la Nouvelle-Angleterre

#### Pat Patriot
Pat Patriot représente un révolutionnaire minuteman. La version du logo de Pat porte un chapeau et un uniforme tricorner Armée continentale. Ce fut l'insigne officiel des Patriots jusqu'en 1993, quand il a été remplacé par le logo actuel. La mascotte réelle Pat, est toujours à l'emploi, porte l'uniforme des Patriots (actuellement le maillot bleu marine avec un pantalon argent). Il porte maillot no 1. Pat portait le numéro 0 jusqu'en 2001, quand l'équipe a signé Bryan Cox, qui a choisi de porter le no 0 jusqu'à ce que son numéro fétiche le 51 soit devenu accessible après la fin de la pré-saison.

### Eagles de Philadelphie

#### Swoop

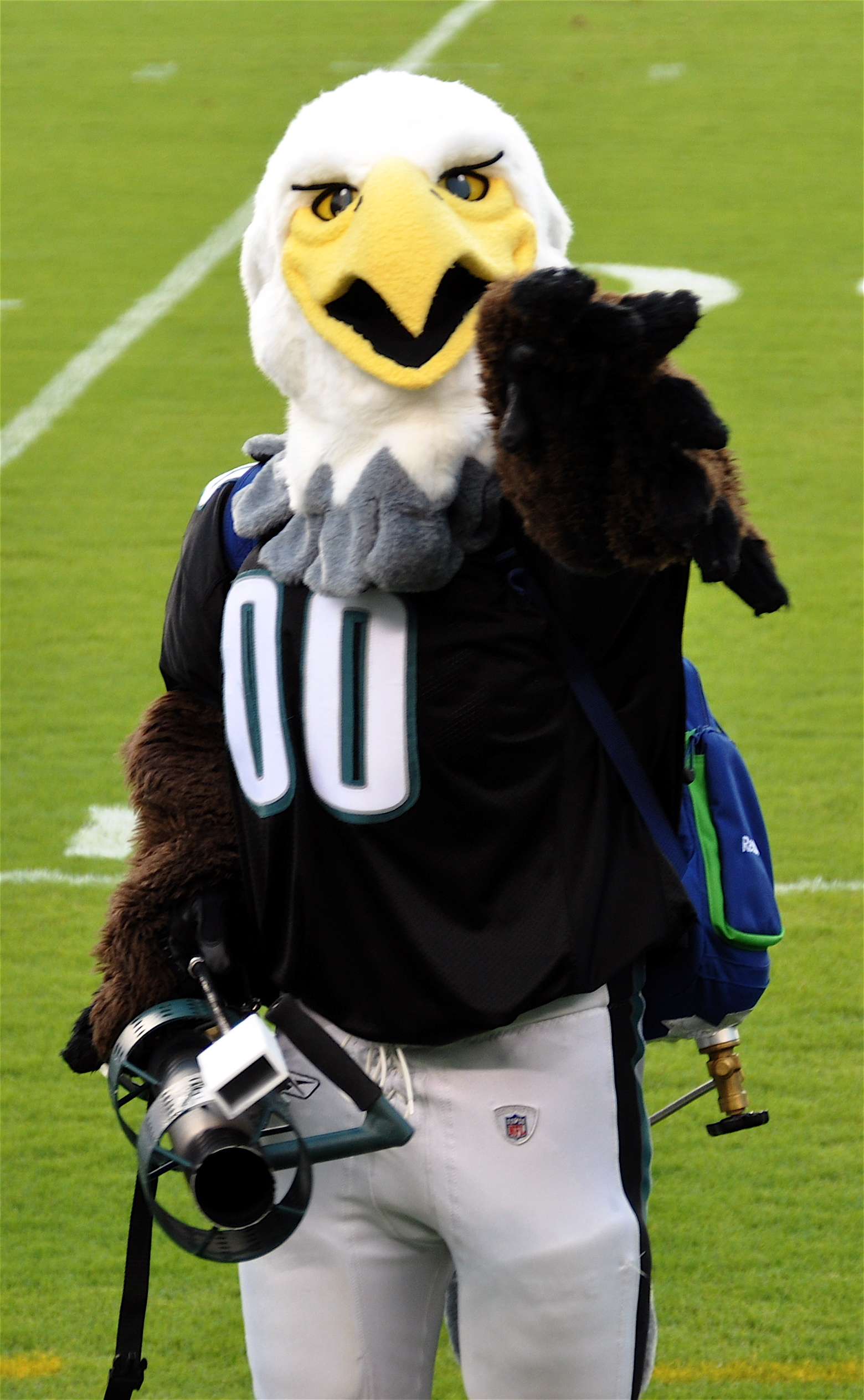
Swoop

La mascotte Swoop représente un pygargue à tête blanche.

### Steelers de Pittsburgh

#### Steely McBeam

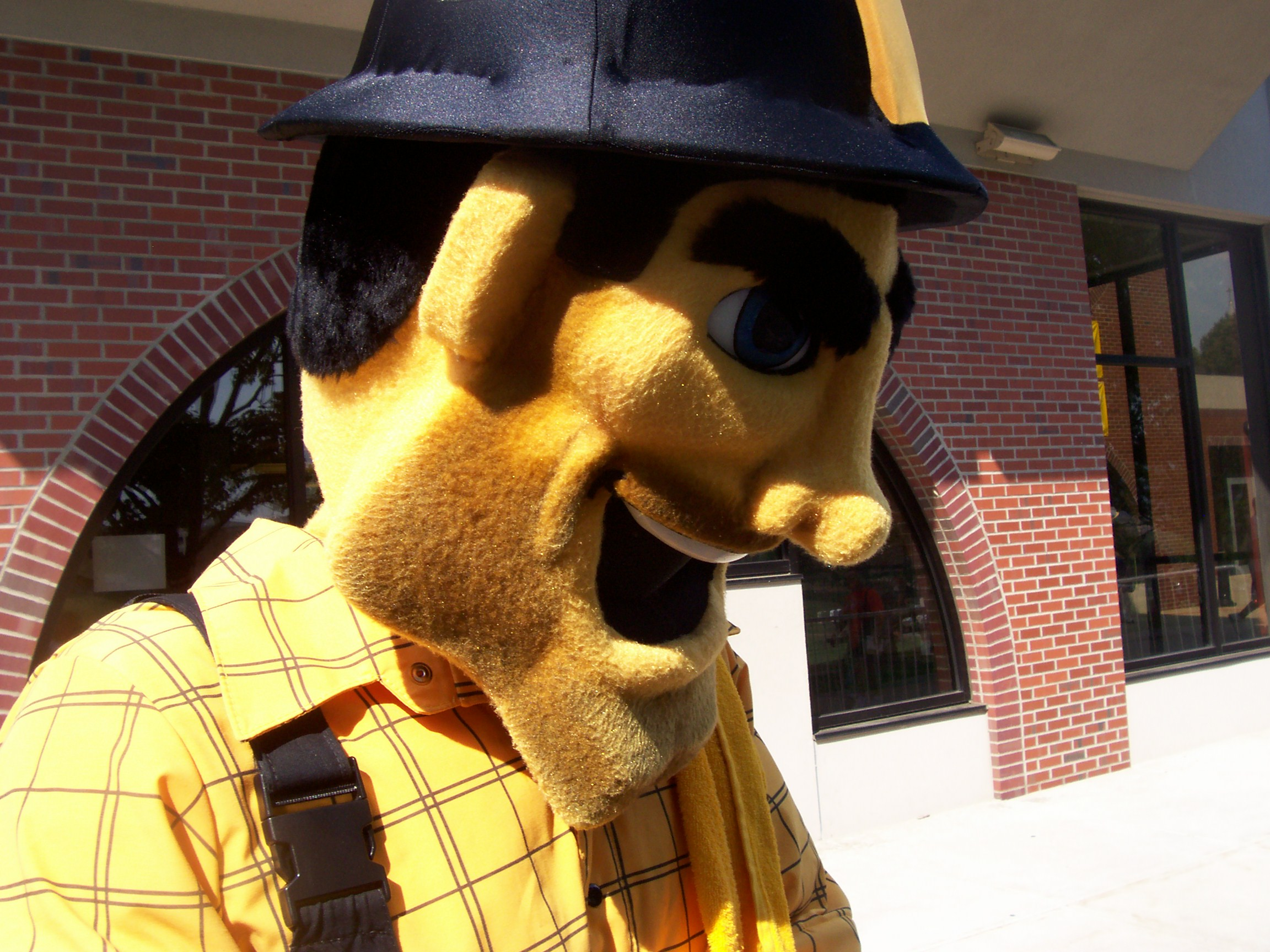
Steely McBeam signant des autographes le 2 août 2007

Avant la saison 2007, les Steelers introduit Steely McBeam comme leur mascotte officielle. Dans le cadre des célébrations du 75e anniversaire de l'équipe, son nom a été choisi à partir d'un panel de 70 000 suggestions soumises par les fans de l'équipe. Diane Roles du canton de Middlesex dans le comté de Butler, en Pennsylvanie soumis le nom gagnant qui a été "censée représenter l'acier pour le patrimoine industriel de Pittsburgh le« Mc » pour les racines irlandaises de la famille Rooney, et les poutrelles en acier produites à Pittsburgh, ainsi que pour Jim Beam, le favori de son mari boisson alcoolisée. Steely McBeam est visible à tous les matchs à domicile et participe à des programmes de bienfaisance de l'équipe et d'autres évènements commandités par la franchise.

### Rampage
Apparu en juillet 2010, Rampage représente un bélier portant un maillot des Rams. Précédemment, les Rams ont eu pour mascotte Ramster durant une période de six ans à compter de 1990.

### Chargers de San Diego

#### Boltman
Un homme à la musculature impressionnante avec un éclair en guise de tête.

### 49ers de San Francisco

#### Sourdough Sam

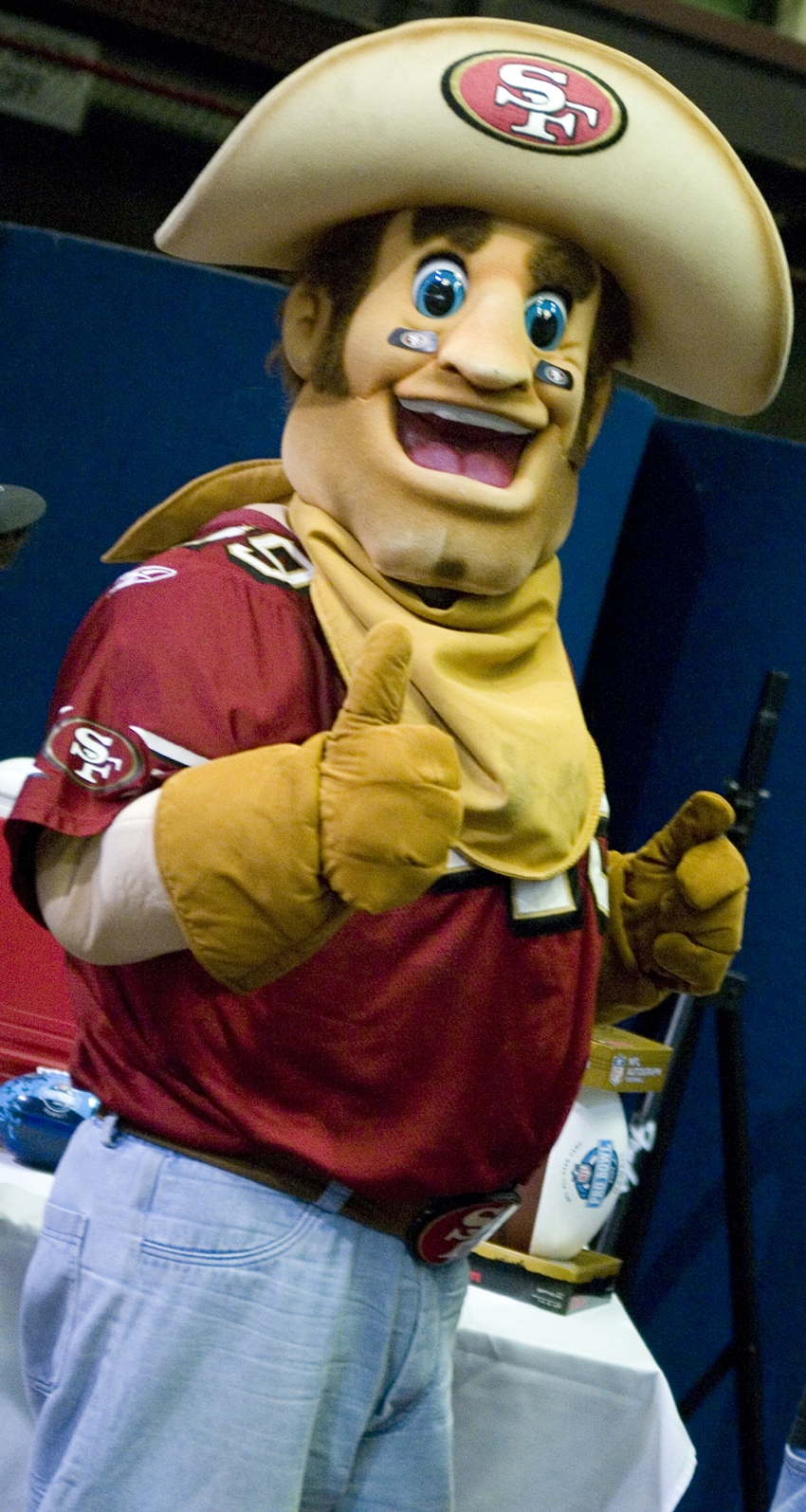
Sourdough Sam en février 2009.

Sourdough Sam est la mascotte des 49ers. Selon sa biographie officielle, il a six surnoms : Sam, Sammy, Samster, Sammiester, Samarama, et Samalamadingdong. Il porte maillot no 49.
Juste avant la saison 2006, l'apparence de Sam a été quelque peu modifiée. Il apparaissait comme un personnage avec une barbe brune miteuse, les yeux foncés, et un chapeau à large bord de dix gallons. Il apparait maintenant comme un orpailleur rasé avec des yeux bleus et un chapeau sans imperfections.
Son origine vient du logo de l'équipe de 1946 à 1962, où un prospecteur avec deux pistolets sautait en l'air.

### Seahawks de Seattle

#### Blitz

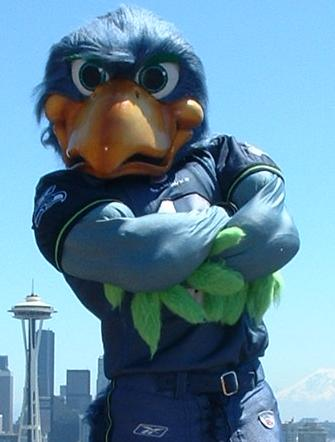
Blitz, la mascotte des Seahawks.

Blitz représente un grand oiseau bleu, il fit ses débuts le 13 septembre 1998, à premier match à domicile des Seahawks Kongdome de Seattle.
Depuis sa création, Blitz a légèrement changé plusieurs fois (y compris des changements subtils dans la couleur selon le code couleur de l'équipe en œuvre après avoir déménagé à Qwest Field en 2002) avant un lifting spectaculaire en 2004, dans un effort pour le faire paraitre moins menaçant pour les enfants. À l'exception des traits du visage plus conviviaux, Blitz apparait pour la plupart le même, comme il a toujours été : un oiseau bleu anthropomorphe de taille moyenne, construit comme un culturiste, et vêtu d'un uniforme des Seahawks frappé du numéro 0.

### Buccaneers de Tampa Bay

#### Captain Fear
Captain Fear est un capitaine pirate des Caraïbes. Il a les yeux bleus, cheveux noirs, épais sourcils et une barbe pleine. Il est la mascotte des Buccaneers depuis juin 2000.

### Titans du Tennessee

#### T-Rac
T-Rac représente un raton laveur, l'un des symboles animalier de l'État du Tennessee.

### Commanders de Washington

#### Major Tuddy
Major Tuddy est un grand cochon anthropomorphe portant un casque de combat et l'uniforme de l'équipe. Introduit lors du changement de nom de l'équipe en 2022, il rend hommage aux Hogs, la célèbre ligne offensive de Washington dans les années 1980. « Tuddy » est un terme argotique dérivé de l'abréviation de touchdown (TD).